# Richard Coughlan
Pour les articles homonymes, voir Coughlan.
Richard Coughlan est un batteur britannique né le 2 septembre 1947 à Herne Bay et mort le 1er décembre 2013 à Herne Bay. Il est l'un des membres fondateurs du groupe rock progressif Caravan.

## Biographie
Richard Coughlan commence à jouer de l'harmonica à l'âge de dix ans, puis du bugle dans l'orchestre de son école. Il se tourne vers la batterie à l'adolescence et rejoint le groupe The Wilde Flowers. Il y croise le guitariste Pye Hastings, le claviériste David Sinclair et son cousin, le bassiste Richard Sinclair, trois musiciens avec qui il fonde un nouveau groupe, Caravan, en 1968.
Coughlan arrête la musique pour raisons de santé en 2005, mais il reste le batteur officiel de Caravan jusqu'à sa mort. Il se produit pour la dernière fois avec le groupe à Londres en décembre 2010. Avec Pye Hastings, il est le seul membre de Caravan à avoir participé à tous les albums studio du groupe.